# Jay Armstrong Johnson
Jay Armstrong Johnson (Fort Worth, 1º settembre 1987) è un attore, cantante e ballerino statunitense.

## Biografia
Debutta a teatro nel 2001, nella natia Fort Worth, in una produzione del musical Peter Pan con Cathy Rigby in cui interpreta John Darling; Casa Mañana, il teatro di Peter Pan, ospiterà anche le successive performance di Jay Johnson: La piccola bottega degli orrori (2003), Godspell (2005), A Chorus Line (2006), Oklahoma! (2006) e South Pacific (2006). Dopo essersi unito al tour americano di A Chorus Line nel ruolo di Mark, debutta a Broadway nel 2009 nel musical Hair come membro dell'ensemble e primo sostituto di Gavin Creel nel ruolo di Claude. Nel 2010 interpreta il protagonista Jack Kelly in uno dei primi reading del musical Newsies.
Nel 2011 è il sostituto di Aaron Tveit per la parte di Frank Abagnale Jr. nel musical Prova a prendermi, recita nell'Off Broadway nel dramma Wild Animals You Should Know con Alice Ripley e nell'opera teatrale di Dustin Lance Black 8 con Morgan Freeman, John Lithgow, Matt Bomer e Jayne Houdyshell. Nel 2013 torna a Broadway nel musical Hands on a hardbody. Nel marzo 2014 ricopre il ruolo di Anthony Hope nel musical Sweeney Todd: The Demon Barber of Fleet Street con Emma Thompson, Philip Quast, Audra McDonald e Christian Borle. Nel 2015 torna a Broadway per interpretare Chip nel nuovo revival di On the Town e per la sua performance viene candidato all'Astaire Award per il miglior ballerino. Nel 2017 recita con Linda Lavin nella produzione della New York City Opera di Candide, in cui interpreta il protagonista, e nel 2018 si unisce al cast di Broadway de Il fantasma dell'opera nel ruolo di Raoul de Chagny.
È omosessuale dichiarato.

## Filmografia

### Cinema
- Sex and the City 2, regia di Michael Patrick King (2010)

### Televisione
- Law & Order - Unità vittime speciali - serie TV, 1 episodio (2010)
- Quantico - serie TV, 17 episodi (2016-2018)

## Doppiatori italiani
Nelle versioni in italiano delle opere in cui ha recitato, Jay Armstrong Johnson è stato doppiato da:
- Emanuele Ruzza in Quantico